# Ciudadela
Ciudadela − miasto w Argentynie będące częścią zespołu miejskiego Buenos Aires. Na powierzchni około 6.8 km² mieszkało w roku 2001 73 155 mieszkańców.